# Kannabateomys amblyonyx
Kannabateomys amblyonyx és una espècie de mamífer rosegador de la família de les rates espinoses. Viu a l'Argentina, el Brasil i el Paraguai. Es tracta d'una espècie arborícola i de costums nocturns. El seu hàbitat natural són les zones de bambú dins de boscos humits tropicals. És una espècie en risc mínim, és a dir, no sembla que hi hagi cap amenaça significativa per a la seva supervivència.